# Hồi Nhật Bản
Hồi Nhật Bản (danh pháp khoa học: Illicium anisatum) là loài cây bụi cao từ 3,0-4,6 mét tương tự như hồi Trung Quốc. Nó có độc tính cao, vì thế nó không thể ăn được; thay vì thế, nó được dùng để đốt như hương ở Nhật Bản, tại đây nó được gọi là sikimi và là gốc của từ axit shikimic. Các trường hợp ngộ độc, như "các tổn thương thần kinh nghiêm trọng, chẳng hạn chứng co giật", được báo cáo sau khi sử dụng trà có chứa đại hồi có thể là do bị lẫn các loại hồi này.
I. anisatum có nguồn gốc ở Nhật Bản. Nó là tương tự như I. verum, nhưng quả của nó nhỏ hơn và có mùi yếu hơn, và người ta cho rằng mùi của nó giống như mùi của quả bạch đậu khấu nhiều hơn là giống với hồi. Do độc tính của nó nên nó không thích hợp trong sử dụng để điều trị các bệnh nội khoa. Trong y học cổ truyền Trung Quốc người ta dùng nó để điều trị một số bệnh ngoài da.
Hồi Nhật Bản chứa anisatin, shikimin và sikimitoxin, là các chất hây ra các thương tổn nghiêm trọng cho thận, đường tiết niệu và các cơ quan tiêu hóa. Các hợp chất khác tồn tại trong các loài có độc tính của chi Illicium là safrol và eugenol, các chất này không có trong đại hồi (I. verum) và chúng được sử dụng để xác định việc làm giả đại hồi.
Anisatin và các dẫn xuất của nó bị nghi là có các phản ứng như là các chất gây ức chế GABA (Axít gama-aminobutyric) mạnh.
Không thể phân biệt đại hồi với hồi Nhật Bản trong các dạng khô hay đã chế biến chỉ theo biểu hiện bề ngoài của chúng, do sự tương tự về hình thái giữa các loài này.